# Paróquia Bom Jesus (Brumado)

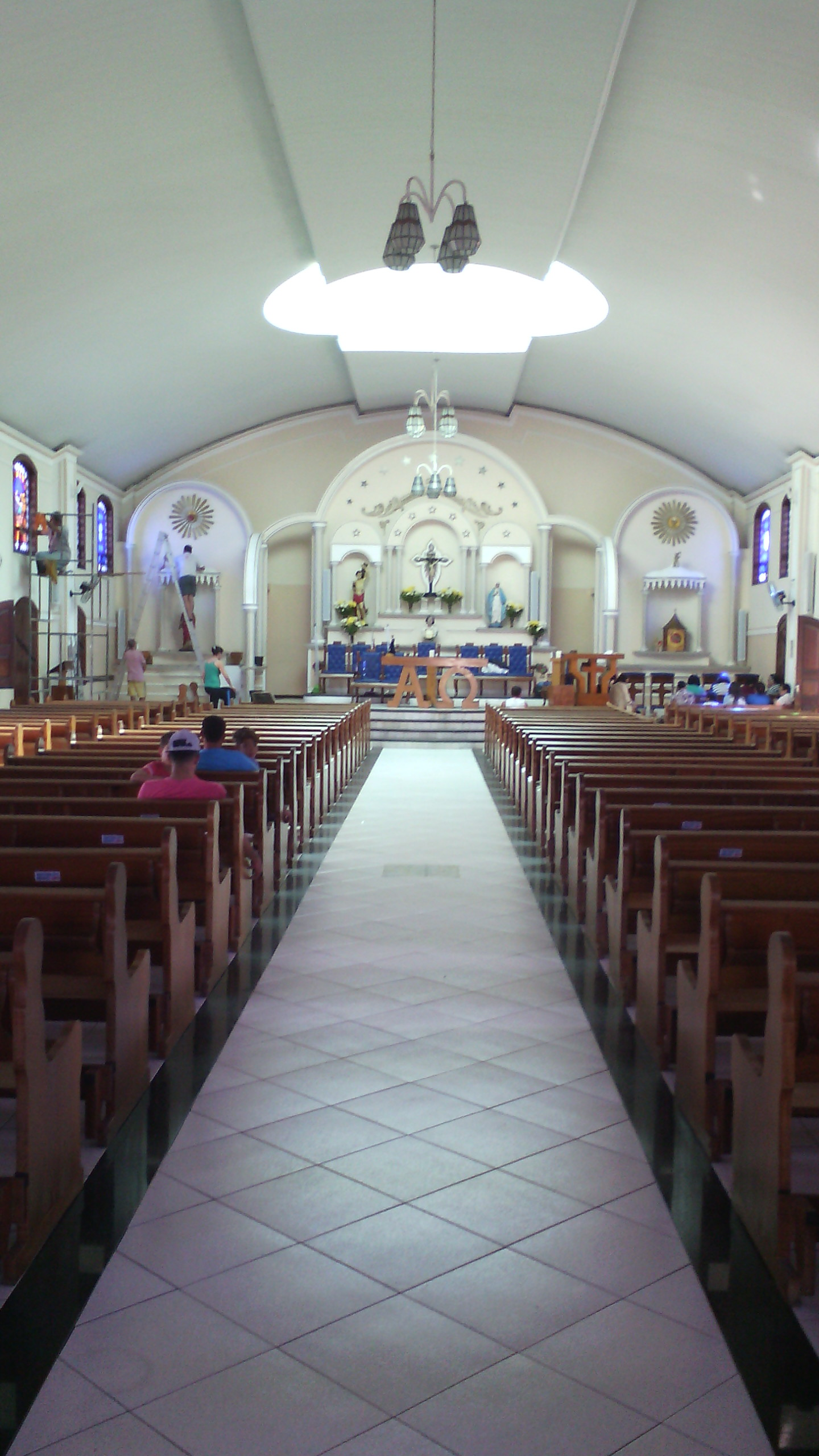
Vista interna da paróquia.

A Paróquia Bom Jesus de Brumado tem sede na igreja matriz da cidade (virou paróquia no ano de 1869). Antes de se tornar sede da paróquia foi chamada de Capela do Bom Jesus, depois Igreja do Bom Jesus e também Igreja Senhor do Bonfim. Construção de estilo Colonial Romano — em 1815, a igreja conserva o nome de Igreja do Senhor do Bom Jesus. 
A Paróquia Bom Jesus é formada por 108 comunidades ao todo, sendo 13 delas na sede do município; são essas: Igreja Matriz do Bom Jesus (comunidade são Sebastião), comunidade Nossa Senhora de Fátima, bairro São Félix; Santa Luzia, bairro Malhada Branca; São Francisco de Assis, bairro Úrbis II; Nossa senhora das Graças, bairro Apertado Morro; São José, bairro São José; Santa Tereza d'Ávila, bairro Santa Tereza; Santa Rita, bairro Norberto Marinho; São José, bairro Olhos d'Água; São Vicente de Paula, bairro Baraúnas; São Francisco Xavier, bairro Centenário; Nossa Senhora da Conceição, bairro Esconço; Santa Teresinha do Menino Jesus, bairro São Jorge. No início de 2018, a antiga comunidade de São Cristóvão e Nossa Senhora de Aparecida, tornou-se Paróquia Nossa Senhora de Aparecida ou Paróquia São Cristóvão. Ambas pertencem à Diocese de Caetité.

## História
A construção da antiga Capela do Bom Jesus teve como principal incentivador Antônio Pinheiro Pinto Canguçu, o 2° senhor do Sobrado do Brejo, que contribuiu financeiramente e cedeu escravos para trabalhar na construção. Um desses escravos era o mulato Vitorino, que serviu como mestre de obras de carpinteiro. O primeiro vigário a servir à igreja foi o padre José Mariano Meira Rocha. Antes da construção da igreja, as pessoas praticavam seus cultos religiosos em casa, e quem tinha maior poder aquisitivo construía capelas próximas à sua casa e adornavam a seu gosto, com imagens dos santos a que devotavam.